# Rain (sencillo)
«Rain» es el primer sencillo de la banda japonesa GLAY. Salió a la venta el 25 de mayo de 1994, y fue producido por Yoshiki de la gran banda X Japan.

## Canciones
1. «Rain»
2. «Rain» (instrumental)